# Crassocephalum rubens
Espèce
Classification APG III (2009)
Crassocephalum rubens est une espèce de plantes à fleurs du genre des Crassocephalum et de la famille des Asteraceae. C'est une herbacée annuelle allant jusqu'à 80 cm de hauteur. Elle est cultivée et consommée en particulier au Nigeria, au Yémen, Afrique du Sud, et dans les îles de l'océan indien. Ses feuilles mucilagineuses sont utilisées comme légumes dans plusieurs plats, et en tant que médicaments pour différentes maladies.